# Топливная аппаратура
Эта статья о топливной аппаратуре поршневых двигателей внутреннего сгорания.
Топливная аппаратура это общее название систем, снабжающих двигатель топливом. Топливная аппаратура является неотъемлемой частью автомобиля, как с бензиновым так и с дизельным двигателем. Часть механизмов топливной аппаратуры крепится непосредственно к двигателю.

## Топливная аппаратурабензиновых двигателей

### Карбюратор
основная статья: Карбюратор
В настоящее время встречается только на старых машинах. В России устанавливались на легковые машины до 2005 года, а двигатели мотоциклов, бензопил, мобильных электрогенераторов оснащаются карбюраторами и в настоящее время.

### Инжектор
основная статья: Инжекторная система подачи топлива
Инжекторная система подачи топлива начала широко внедряться в автомобилестроение с середины 80-х годов, первые же образцы относятся ещё к концу 1950-х (разработки в то время велись в СССР, США, ФРГ). В настоящее время наиболее распространенная топливная аппаратура бензиновых моторов. Достоинства: высокий кпд, надёжность, но довольно низкая ремонтопригодность в домашних условиях.

## Топливная аппаратурадизельных двигателей

### ТНВД
основная статья: Топливный насос высокого давления
Топливные насосы высокого давления предназначены для подачи в цилиндры дизеля под определенным давлением и в определенный момент точно отмеренных порций топлива. Располагаются обычно в развале блока (для V-образных дизелей) или на боковой поверхности блока (рядные дизели). К ТНВД топливо из бака подаётся обычно дополнительным топливным насосом низкого давления (помпочка). Давление впрыска топлива создаваемое ТНВД составляет обычно 150—220 бар, в современных двигателях до 1600 бар и выше.

### Насос-форсунка
основная статья: Насос-форсунка
Устанавливались на некоторые дизели до 70-х годов (в США и позже). В настоящее время в развитии дизелей наблюдается тенденция к возвращению установки индивидуальных насосов топлива на каждый цилиндр.

### Common Rail
основная статья: Common Rail
В системе Common Rail насос нагнетает топливо под высоким давлением (до 2000 бар, в зависимости от режима работы двигателя) в общую топливную магистраль, из которой топливо впрыскивается в цилиндры с помощью раздельно управляемых форсунок. Наиболее современная топливная аппаратура для дизеля. Её недостаток придирчивость к качеству топлива. Достоинство — высокий КПД.

## ГБО
Газобаллонное оборудование становится с каждым годом все более популярным во всех носителях от «Жигулей» до «Кайенна», но наиболее популярно среди таких носителей бензиновых моторов как например «ГАЗель» и «ПАЗ».Однако среди носителей дизельных двигателей не особо популярно из-за сложности и высокой себестоимостью эксплуатации.